# 地政学ボーイズ 〜国がサラリーマンになって働く会社〜
『地政学ボーイズ 〜国がサラリーマンになって働く会社〜』（ちせいがくボーイズ 〜くにがサラリーマンになってはたらくかいしゃ〜、Geopolitics boys A company which COUNTRIES work as businessmen.）は、沢辺有司原案・監修、理央作画による日本の漫画作品。『ヤングチャンピオン』(秋田書店）にて、2021年21号より連載中。

## あらすじ
世界を「オフィス地球」という会社に見立て、国をそこで働く「サラリーマン」に擬人化した世界線のなか、日本を擬人化したキャラクターであるヒノモトはアメリカの後ろ盾のもと生き残ろうと画策する。

国の政治や軍事、経済活動を地理の側面からみる地政学をテーマに擬人化された国同士の関係を描き、各話ごとに1、2の国または地域や地政学用語等がテーマとして定められている。国民性は性格、国同士の関係が良好であることはキャラクターたちの親密度として表現される。

## 登場人物
声の項は2025年1月24日に公開されたPVにおける声優。

### アジア

#### 東亜
東アジアの国家や地方。
 日本
声 - 保住有哉
主人公。キャラクターネームはヒノモト。長い黒髪を簪でまとめ、ワイシャツの上に袢纏を羽織った社畜の空気を漂わせる男性。「っす」体で話しオタク趣味を持つ。アメリカに振り回されながらも「オフィス地球」での生存競争に生き残ろうとする。
沖縄
褐色肌の男性。デスクには多くのアメリカの私物が置かれている。対台風のエキスパート(ヒノモト談）。
中国
声 - 保住有哉
黒地の服に赤い上衣を着た黒髪の男性。かつて社内トップであったが、ある日イギリスに負け、その立場を滑落する。後に再び力を付け現在は社内のナンバー2。作中では糸目とされているが、開眼している描写の方が多い。
台湾
焦げ茶色の髪と同色の瞳を持つ男性。社員ではなく作中では唯一のインターン生。中国は彼を「身内」と言い張るが、台湾はそれを断固として否定している。

 韓国
白を基調とした韓服を着た男性。朝鮮半島の息子で北朝鮮とは兄弟。日本のことをライバル視しているが、実は趣味は近い。

 北朝鮮
黒を基調とした韓服を着た男性。朝鮮半島の息子で韓国とは兄弟。普段は目元が前髪により隠れている。笑ったときに見える八重歯が特徴的。紙飛行機をデスクが近い他の社員によく飛ばしており、それによりアメリカと張り合えば箔が付くと考えているがアメリカにはあまり相手にされない。

#### 東南亜
東南アジアの国家。
ミャンマー
ロンジーを着た褐色肌の男性。過去、インドと同様にイギリスの下っ端をさせられていたが、後に独立。食虫文化を持つ。

 ベトナム
アオザイを着た黒髪長髪の男性。かつて中国・フランス・日本の傘下にされたり、各国を巻き込んだ諍いに巻き込まれたりしていたが、独立後は柔軟な発想により成長を遂げる。北朝鮮と仲がいい。

 タイ
黒髪でラージパターンを着た男性。緩衝地帯でありバランス外交が上手い。ヒノモトとの関係は友好。

 シンガポール
右耳に三日月と五つの星の耳飾りを付け髪をハーフアップにした比較的低身長の男性。キアスという性質を持つ。旧イギリス植民地。

 マレーシア
マレーシアの国旗にもあしらわれているイスラム教の象徴である月と星の耳飾りを付け、サロンを着た黒髪の男性。王のいるイスラム教国家。

 インドネシア
サロンを着た短い黒髪の男性。イスラム教国家。

 フィリピン
短い黒髪でワイシャツを着た男性。キリスト教国家。近年は日本との関係を強化している。

#### 南亜
南アジアの国家。
 インド
白いシャルワニに首から胸にかけて袈裟を着用し、ティラカを付けて長い黒髪を三つ編みにした褐色肌の男性。過去、イギリスとは長期に渡りチームを組んでいたが、その関係は良好とは言えなかった。

#### 中東
中東の国家。
 トルコ
トルコの国旗柄のターバンを巻いた黒髪の男性。よくチャイを淹れたティーポットを持っている。ギリシャと不仲だがバッファゾーンとしての境遇は似ている。

 サウジアラビア
白いトーブとクーフィーヤをイカールで留めている男性。尊大な口調で話す。ヒノモトとの関係は良好。宗教上の理由で酒は飲まない。

### 北アメリカ
北アメリカの国家や地方。
 アメリカ
声 - 保住有哉
キャラクターネームはアメリック。金髪碧眼にサングラスをかけた男性。社内で最も実力・発言力があることを自認しており、日本を時折たかりながらも関係を築いている。イギリスとは血縁関係に当たる。

ハワイ
髪の左側を刈り上げにした長髪の褐色肌の男性。アロハシャツを着用している。アメリカの50番目の州。

 カナダ
金髪碧眼の男性。アメリカとは幼馴染でかつてフランスのもとにいたが、いろいろあり、その後はイギリスの元で過ごした。基本アメリカとは友好的だが意思表示はきちんとする。メープルシロップが好物。

 キューバ
髪をドレッドヘアにし、黒のタンクトップを着た男性。キューバの国旗柄のヘッドバンドを付けている。スペインに長らく下っ端として扱われていたが、アメリカの協力を経て独立。だが後にアメリカ派閥からも抜け、以来アメリカとは犬猿の仲。喫煙者。

### 南アメリカ
南アメリカの国家。
 ブラジル
フードを被り鼻ストリップをつけた男性。ヒノモトとの関係は長い。

アルゼンチン
比較的長い黒髪でたれ目の男性。ガウチョを着ている。サッカーとアサードが好き。近年に起こった戦いにより、イギリスに苦手意識を持つ。

### ヨーロッパ

#### 北欧
北欧の国家や地方。
 イギリス
キャラクターネームはキング。茶髪緑目でユニオンフラッグ柄のネクタイを着用している。一見英国紳士だが本質は皮肉屋。アメリカとは血縁関係に当たる。もともと人付き合いが悪かったが同郷の集まりに参加、のちに離脱した。

 スコットランド
比較的長い髪を一つに束ねている男性。イギリスから独立したがっている。

北アイルランド
短髪で比較的低身長の男性。イギリスから独立したがっている。イギリスから独立したアイルランドとは兄弟関係。

 フィンランド
フィンランドの国旗柄のセーターを着た短髪の男性。長きに渡り中立だった。サウナが好き。

 スウェーデン
短髪でメガネを掛けた男性。スウェーデンの国旗柄のループタイをしている。中立主義だった。

 デンマーク
デンマークの国旗柄のヘアバンドを付けた男性。かつては北欧の大国であったが、今は小国主義である。

 グリーンランド
カラーリットの伝統衣装を上衣に着た黒髪の男性。白い首巻きで口元を隠している。写真写りが良くない。

#### 南欧
南欧の国家や地方。
 ギリシャ
薄い茶髪に碧眼を持つ男性。性格はいわゆる陽キャ。トルコと不仲だがバッファゾーンとしての境遇は似ている。

 イタリア
赤毛で長髪気味の男性。かつてオフィスに在籍していたローマと血縁関係がある。日本とドイツとは以前はよくつるんでいた。女性関係が派手な遊び人。

 スペイン
黒髪短髪の男性。一人称は「俺様」。かつて「太陽の沈まぬ国」と呼ばれたオフィスの覇者であったがイギリスにその地位を奪われた。他者を呼ぶときには「セニョール」と敬称を付ける。喫煙者。終業後に残ってフラメンコを踊っている。
 カタルーニャ
黒髪で長髪気味の男性。サニェーラ柄の半袖Tシャツを着ている。スペインから独立したがっているが、スペインはそれを拒否している。

 ポルトガル
ポルトガルの国旗のマークをつけたベストを着る短髪の男性。一人称は「俺ちゃん」でかつて日本と南蛮貿易をしていた。

#### 東欧
東欧の国家。
 ロシア
薄く緑がかった金髪と同色の瞳を持ち、ウシャンカをかぶった比較的低身長の男性。背が低いのは、初期デザインが女性キャラクターだった名残りであると、作者の理央は明かしている。

 ウクライナ
刺繡が施されたヴィシヴァンカと丸眼鏡を着用した、そばかすの男性。親ヨーロッパと親ロシアの間で葛藤している。

 ベラルーシ
襟に刺繍が入った服を着た垂れ目の男性。ロシアと仲がいい。

#### 西欧
西欧の国家。
 フランス
トリコロール色に染めた髪と水色の瞳を持つ男性。良く言えばおおらか、悪く言えばルーズな性格をしている。

 ドイツ
茶髪に金色の目を持つ男性。勤勉な性格をしている。

 オランダ
髪を一つに束ねた高身長の男性。ヒノモトとの関係は長い。ミッフィーとチューリップが好物。

 スイス
右頬に スイスの国旗柄のシールを貼る短髪の男性。永世中立国である。

 ベルギー
スーツを着た短髪の男性。ワッフルが好物。部下のタイプが2つにわかれており、部下の仲が悪いことに苦慮している。

### オセアニア
オセアニアの国家。
 オーストラリア
丸眼鏡をかけた短髪の男性。元イギリス領で今は中堅国家。ヒノモトとの関係は良好。

ニュージーランド
跳ねた短髪を持つ男性。ファイブ・アイズに所属している。

### アフリカ
アフリカの国家。
 エジプト
褐色肌の男性。エジプトの国旗柄の髪飾りを付け、ガラビアを着ている。格式張った口調で話す。

## 各話のテーマ
|      | 話数 | テーマ                         |
| ---- | ---- | ------------------------------ |
| 一巻 | 1    | 日本                           |
| 一巻 | 2    | 中国                           |
| 一巻 | 3    | 韓国、朝鮮近代史・現代史       |
| 一巻 | 4    | 北朝鮮                         |
| 一巻 | 5    | イギリス                       |
| 一巻 | 6    | ロシア                         |
| 一巻 | 7    | シーパワー                     |
| 一巻 | 8    | ランドパワー                   |
| 一巻 | 9    | フランス・ドイツ               |
| 一巻 | 10   | ギリシャ・トルコ               |
| 二巻 | 11   | イタリア                       |
| 二巻 | 12   | スペイン                       |
| 二巻 | 13   | インド                         |
| 二巻 | 14   | キューバ                       |
| 二巻 | 15   | 北極海航路                     |
| 二巻 | 16   | カナダ                         |
| 二巻 | 17   | ミャンマー                     |
| 二巻 | 18   | ベトナム                       |
| 二巻 | 19   | 日本の排他的経済水域・領土問題 |
| 二巻 | 20   | エネルギー資源                 |
| 三巻 | 21   | 常任理事国・核戦略             |
| 三巻 | 22   | 台湾                           |
| 三巻 | 23   | オーストラリア                 |
| 三巻 | 24   | 独露関係                       |
| 三巻 | 25   | スコットランド・北アイルランド |
| 三巻 | 26   | 日本の地理                     |
| 三巻 | 27   | 重要土地利用規制法             |
| 三巻 | 28   | フィンランド                   |
| 三巻 | 29   | 移民・難民問題                 |
| 三巻 | 30   | 海底ケーブル・情報戦           |
| 四巻 | 31   | サウジアラビア                 |
| 四巻 | 32   | 空母                           |
| 四巻 | 33   | ウクライナ                     |
| 四巻 | 34   | 沖縄                           |
| 四巻 | 35   | ブラジル                       |
| 四巻 | 36   | 日本の文化・日本的価値観       |
| 四巻 | 37   | グローバルサウス               |
| 四巻 | 38   | バランス・オブ・パワー         |
| 四巻 | 39   | 北朝鮮                         |
| 四巻 | 40   | 日中関係史                     |
| 五巻 | 41   | 基軸通貨                       |
| 五巻 | 42   | タイ                           |
| 五巻 | 43   | 運河                           |
| 五巻 | 44   | 2023年のできごと               |
| 五巻 | 45   | シンガポール                   |
| 五巻 | 46   | 韓国                           |
| 五巻 | 47   | 食料安全保障・食文化           |
| 五巻 | 48   | BRICS                          |
| 五巻 | 49   | オランダ                       |
| 五巻 | 50   | アメリカ合衆国大統領選挙       |
| 六巻 | 51   | スウェーデン                   |
| 六巻 | 52   | ポルトガル                     |
| 六巻 | 53   | ドイツ                         |
| 六巻 | 54   | 中国                           |
| 六巻 | 55   | フランス                       |
| 六巻 | 56   | 2024年上半期のできごと         |
| 六巻 | 57   | スイス                         |
| 六巻 | 58   | ロシア                         |
| 六巻 | 59   | ハワイ州                       |
| 六巻 | 60   | ASEAN                          |
| 七巻 | 61   | 領空・領海                     |
| 七巻 | 62   | フィリピン                     |
| 七巻 | 63   | ベルギー                       |
| 七巻 | 64   | デンマーク                     |
| 七巻 | 65   | アメリカ合衆国大統領の政治方針 |
| 七巻 | 66   | アルゼンチン                   |
| 七巻 | 67   | エジプト                       |
| 七巻 | 68   | 鉄鋼                           |
| 七巻 | 69   | 自動車                         |
| 七巻 | 70   | ニュージーランド               |

## 書誌情報
- 理央『地政学ボーイズ 〜国がサラリーマンになって働く会社〜』秋田書店〈ヤングチャンピオンコミックス〉、既刊7巻（2025年7月18日現在）
  1. 2022年7月20日発売[6][7]、ISBN 978-4-253-30811-3
  2. 2023年1月20日発売[8]、ISBN 978-4-253-30812-0
  3. 2023年8月18日発売[9]、ISBN 978-4-253-30813-7
  4. 2024年1月18日発売[10]、ISBN 978-4-253-30814-4
  5. 2024年7月19日発売[11]、ISBN 978-4-253-30815-1
  6. 2025年1月20日発売[12]、ISBN 978-4-253-30816-8
  7. 2025年7月18日発売[13]、ISBN 978-4-253-30817-5